# Ungaria Otomană
Ungaria Otomană  a fost teritoriul Regatului Ungariei ocupat de Imperiul Otoman în perioada 1541 – 1699. Otomanii au controlat în principal teritoriile centrale și de sud ale regatului și aproape întreaga Mare Câmpie Ungară de nord și Marea Câmpie Ungară de sud (cu excepția Transdanubiei de Sud).

## Istoric

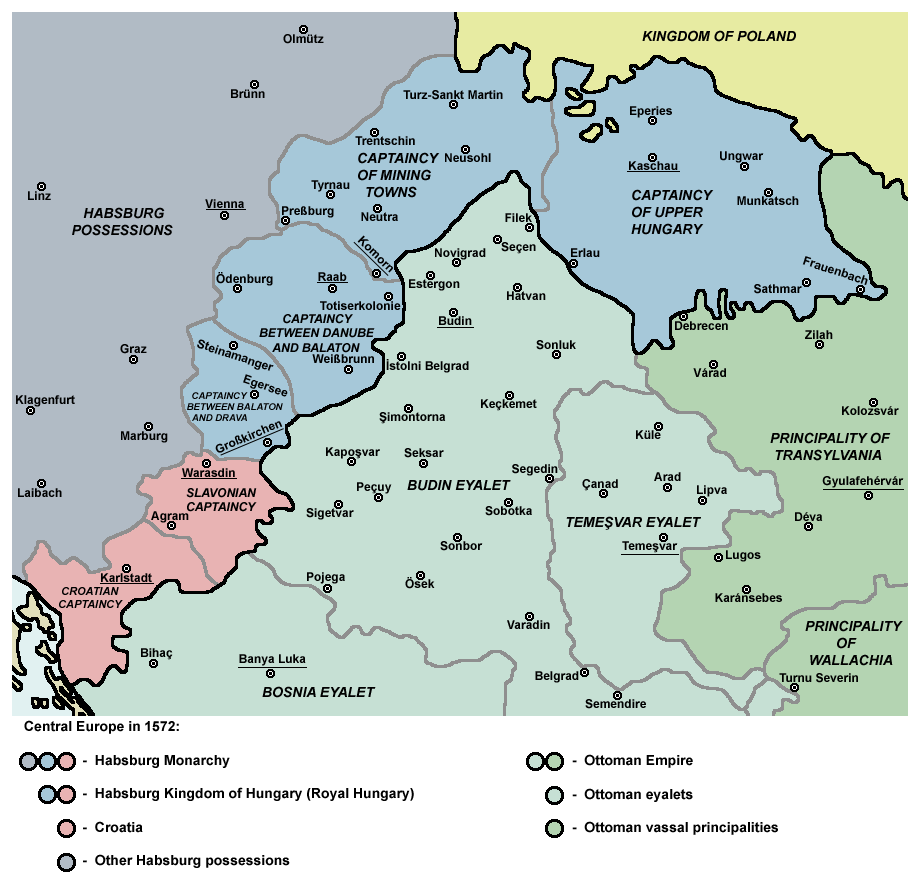
Harta politică a Ungariei în jurul anului 1572: Regatul Ungariei (Habsburgic), Principatul Transilvaniei și eyaleturile otomane

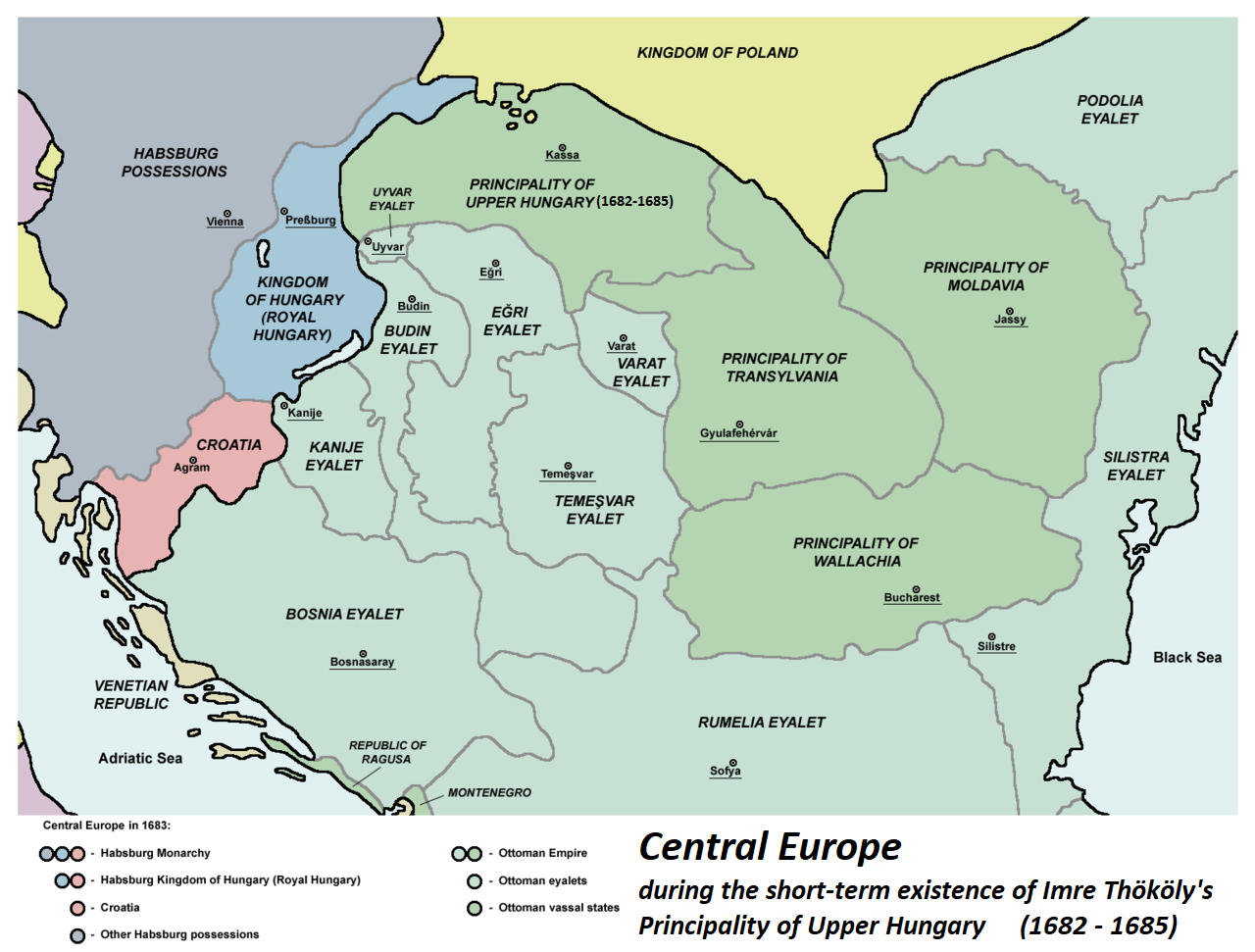
Harta politică a Ungariei în jurul anului 1683: Regatul Ungariei (Habsburgic), Principatul Ungariei Superioare (1682-1685), Principatul Transilvaniei și eyaleturile otomane

Puterea Imperiului Otoman a crescut treptat în secolul al XVI-lea, acesta reușind să obțină controlul asupra unor noi teritorii în Balcani. În același timp, Regatul Ungariei a fost slăbit de răscoalele țărănești. În plus, disensiunile interne au fragmentat solidaritatea nobilimii maghiare în timpul domniei regelui Ludovic II Iagello (1516–1526).
Soliman Magnificul (1520–1566) a atacat Regatul Ungariei pretextând o ofensă diplomatică. După ce au cucerit Belgradul în 1521, otomanii au provocat o înfrângere decisivă a unei armate maghiare inferioare din punct de vedere numeric în Bătălia de la Mohács de pe 29 august 1526. Soliman Magnificul a mai trebuit să facă față pretențiilor asupra tronului Ungariei ale vasalului său,  Ioan I Zápolya, principe al Transilvaniei, și ale împăratului Ferdinand I. Suleiman a încercat să-și zdrobească adversarii, dar el nu a reușit să cucerească Viena datorită condițiilor grele din iarna anului 1529. Titlul de rege al Ungarie a fost disputat de Zápolya și Ferdinand până în 1540. După cucerirea orașului Buda de către otomani în 1541, teritoriile Ungaria de nord și de vest l-a recuoscut pe împăratul habsburgic drept împărat, formându-se ceea ce avea să fie numită Ungaria Regală, în vreme ce părțile centrale și de sud au fost anexate de otomani, iar părțile estice au rămas sub controlul familiei Zápolya sub numele de Regatul Ungariei Răsăritene. După 1570, acest din urmă teritoriu avea să se transforme în Principatul Transilvaniei.
În ciuda faptului că o bună parte dintre cei între 17.000 și 19.000 de soldați otomani staționați în garnizoanele otomane din Ungaria erau slavi ortodocși membri ai cavaleriei ușoare, ei au participat la jefuirea teritoriului ocupat alături de  achingii musulmani.
Teritoriul Ungariei Otomane nu s-a bucurat de pace sub administrația sultanilor, habsburgii organizând incursiuni pentru cucerirea regiunii. Pe de altă parte, otomanii au încercat să se folosească de disensiunile dintre puterile creștine și, plecând de la bazele stabilite în Ungaria, i-au atacat pe habsburgi în 1620 și din nou în 1683, când au încercat pentru a doua oară să cucerească Viena.
Teritoriul Ungariei s-a schimbat profund de-a lungul ocupației otomane. Teritorii întinse au rămas nepopulate și s-au acoperit de păduri, iar câmpiile nelucrate s-au transformat în mlaștini. Viața creștinilor sub ocupație otomană era nesigură. Țăranii au părăsit satele din zonele deschise, refugiindu-se în păduri și mlaștini, formând grupuri de haiduci (hajdú). Menținerea controlului asupra Ungariei a devenit la un moment dat o problemă greu de rezolvat pentru otomani, care au fost obligați să cheltuiască fonduri importante pentru menținerea în regiune a unui lanț de fortificații și garnizoane întărite. Au existat și ramuri ale economiei ungare care s-au dezvoltat. Vitele crescute în Ungaria erau exportate în Germania și nordul Italiei, în unii ani ajungându-se la exporturi de o jumătate de milion de capete. Alte mărfuri de export căutate în Moravia, Boemia, Austria sau Polonia erau vinurile ungurești.
Înfrângerea forțelor otomane conduse de marele vizir Kara Mustafa Pașa în fața porților Vienei în 1683 de către armatele unite ale Rzeczpospolitei celor Două Națiuni și ale Sfântului Imperiu Roman au marcat începutul perioadei de stagnare și în cele din urmă, a schimbării definitive a balanței de forțe în regiune. Prin semnarea tratatului de la Karlowitz, prin care s-a pus capăt războiului dintre Imperiul Otoman și Liga Sfântă în 1699, otomanii au cedat cea mai mare parte a teritoriilor Regatului Ungariei cucerite după Bătălia de la Mohács din 1526. După semnarea acestui tratat, membrii dinastiei Habsburg au administrat un teritoriu mult mai mare decât Ungaria Regală, aproape egal cu cel al Regatului medieval al Ungariei.
La mijlocul secolui al XVI-lea, forțele otomane din principalele fortificații din Ungaria numărau 2.956 de soldați la Buda, 1.481 la Pest, 2.978 la Székesfehérvár și 2.775 la Esztergom, în total 10.200 de militari.
Numărul soldaților otomani staționați în Ungaria a variat de-a lungul timpului, cele mai numeroase efective fiind la mijlocul secolului al XVI-lea, când a crescut la 20.000 – 22.000 de oameni. Forțele de ocupație otomane erau distribuite inegal în Ungaria, cea mai mare concentrare de trupe fiind întâlnită în zonele fortificate și mai puțin în regiunile rurale.
La mijlocul secolului al XVII-lea, într-o perioadă de acalmie, efectivele otomane din Pașalâcul de la Buda (Eyaletul Budin) se ridicau la aproximativ 8.000 de ieniceri, sprijiniți de un număr necunoscut de recruți locali.

## Administrarea regiunii
Vedeți și:  Eyalet
Teritoriul cucerit a fost împărție în eyaleturi (provincii), care aveau ca subdiviziuni administrative sangeacurile. Funcționarul cu cel mai înalt grad din Ungaria Otomană era pașa de Buda (Budin). La început, întreg teritoriul controlat de otomani în Ungaria făcea parte din Pașalâcul Buda (Eyaletul Budin). Mai târziu au fost formate o serie de noi diviziuni administrative: Eyaletul Temeșvar (Pașalâcul Timișoara), Eyaletul Zigetvar, Eyaletul Kanije, Eyaletul Egir și Eyaletul Varat (Pașalâcul Oradea). Capitalele acestor diviziuni administrative se aflau pe teritoriul Ungariei din zilele noastre, cu excepția celor de la Timișoara și Oradea, care se află în România contemporană. Eyaleturile Temeșvar și Varat cuprindeau teritorii ale României, dar și Ungariei contemporane. De asemenea, eyaleturiele  Budin, Zigetvar, Kanije și Egir cuprindeau teritorii aflate în zilele noastre în Serbia, Croația și Kosovo. Pașii și sangeac-beii erau funcțiori otomani responsabili pentru problemele administrative, juridice și militare. Interesul principal al otomanilor era apărarea cuceririlor teritoriale. Sublima Poartă a devenit principalul proprietar funciar din regiune și administra direct și pentru propriul câștig aproximativ 20% din teritoriul Ungariei. Restul teritoriului a fost împărțit funcționarilor civili și soldaților. Moșierii otomani erau interesați de obținerea unui câștig cât mai mare în cât mai scurt timp. Pentru autoritățile de la Constantinopol, colectarea taxelor era un subiect de interes major. Taxarea excesivă a făcut ca numeroși locuitori ai târgurilor și proprietari funciari să emigreze în teritoriile controlate de creștini, în principal în Ungaria Regală. Războaiele, înrobirile și emigrarea nobililor au produs o depopulare profundă a regiunilor rurale.
Din punct de vedere religios, administrația otomană s-a arătat destul de tolerantă, iar grupurile etnice din imperiu s-au bucurat de un mare grad de autonomie în ceea ce privește gestionarea problemelor interne. Orașele și-au păstrat un anumit grad de autoguvernare, iar clasa de mijloc a meșteșugarilor și negustorilor a prosperat.

## Cultura
În ciuda stării neîncetate de război cu habsburgii, în Ungaria au apărut mai multe centre de cultură în acest colț al imperiului. Clădirile perioadei clasice a arhitecturii otomane puteau fi admirate nu doar în Constantinopol dau Edirne (Adrianopol), dar și în Ungaria, unde au fost construite moschei, poduri, fântâni, băi publice și școli. Din păcate, după cucerirea habsburgică, cele mai multe construcții otomane au fost demolate, doar un număr redus supraviețuind până în zilele noastre. Baia turcească a rămas o tradiție în Ungaria contemporană, care a moștenit practicile celor 75 de hammamuri (băi de aburi) construite în perioada otomană.

### Școlile musulmane
În secolul al XVII-lea, în 39 dintre principalele orașe ale regiunii, au funcționat 165 de școli elementare (mekteb) și 77 de școli teologice secundare și superioare (medrese. Elevilor școlilor elementare le erau predate scrierea, noțiunile de bază ale aritmeticii și Coranul. Medresele asigurau pregătirea medie și superioară în domeniul științelor musulmane, legilor canonice și științelor naturii. Cele mai multe medrese, 12,  funcționau în  Budin (Buda). În Peçuy (Pécs) au funcționat 5 medrese, iar în Eğri, patru. Cea mai faimoasă medrese din Ungaria a fost cea construită în Budin de bosniacul Sokollu Mehmed Pașa (născut Bajica Nenadić) care a guvernat orașul în perioada 1566–1578.
Moscheile nu erau doar lăcașe de cult, ci și școli, unde erau predate citirea și scrierea, Coranul și principiile islamice. Rugăciunile erau cea mai eficientă formă de educație politică. Pe lângă moschei au funcționat numeroase școli elementare, iar mănăstirile dervișilor au funcționat de asemenea ca centre de cultură și educație. Educația de masă era sprijinită de o rețea de biblioteci publice. Biblioteca școlii fondate de Mehmed-pașa Sokolović în Budin (Buda) conținea în afară de cărți religioase musulmane și lucrări de oratorie, poezie, astronomie, muzică, arhitectură sau medicină.

## Religia

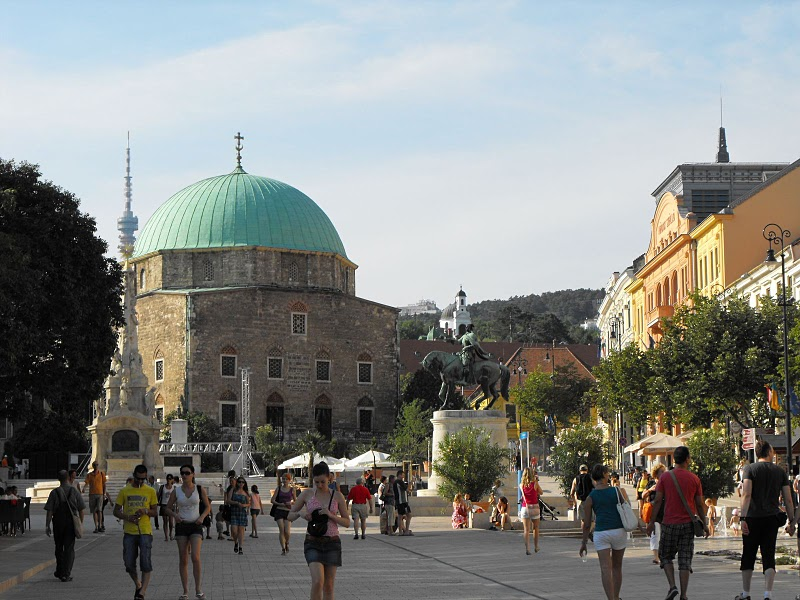
Moscheea lui Pașa Qasim din Pécs, transformată în biserică romano-catolică

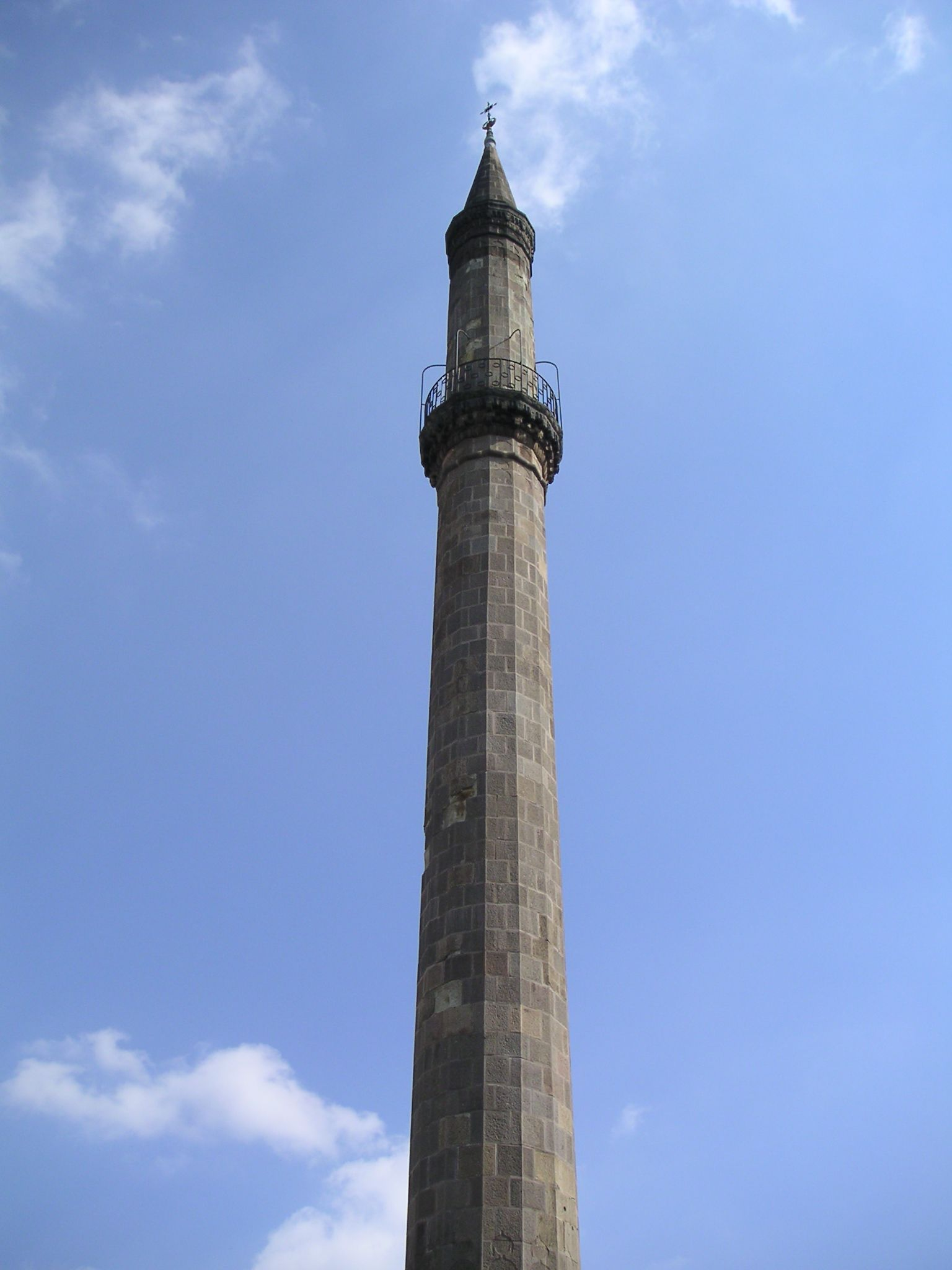
Minaretul din Eger

Societatea otomană era caracterizată printr-o relativă toleranță religioasă. Creștinismul nu era interzis, dar creștinii erau tratați ca niște cetățeni de rang inferior. Orientalistul britanic Thomas Walker Arnold susține că islamul nu era promovat cu forța în regiunile cucerite de otomani, dar amintește că un autor din secolul al XVII-lea apreciază că turcii foloseau alte metode prin care „…Îl alungau pe Hristos din inimile oamenilor. Căci turcii, este adevărat, în momentul de față nu obligă nicio țară prin violența la apostazie, dar folosesc alte metode pentru smulgerea treptată din rădăcini a creștinismului…”.
În afară de cei aproximativ 80.000 de coloniști, numărul musulmanilor din Ungaria a crescut și prin constanta convertire la Islam. În Ungaria au fost construite pentru acești credincioși mai multe moschei, sau au fost transformate în moschei o serie de biserici creștine. Banii necesari întreținerii personalului moscheilor, a moscheilor, dar și a bisericilor erau primiți direct de la statul otoman sau prin donații ale credincioșilor.
În afară de Islamul Sunnit, în Ungaria au apărut comunitățile dervișilor, aleviților mevlevilor.  Faimoasa mănăstire Gül Baba din Budin (Buda), în care viețuiau în jur de 60 de derviși, aparținea ordinului bektasi. Mănăstirea era amplasată în apropierea cazărmii ienicerilor și a fost construită de cel de-al treilea begler bey (guvernator) al Budinului (Buda). Mausoleul lui Gül Baba din Budapesta este un loc de pelerinaj pentru musulmani până în zilele noastre.
O altă mănăstire faimoasă a fost aceea a dervișilor halveti. Construită la 1576 în apropierea mausoleului lui Süleyman I Magnificul (1520–1566) în Sigetvar (Szigetvár),  această mănăstirea a devenit de-a lungul timpului un important centru cultural. În Peçuy (Pécs) a fost ridicată o mănăstire a dervișilor mevleviani de către un pașă născut în acest oraș.

## Urmările războaielor otomane asupra populației
Cei aproximativ 150 de ani de războaie neîncetate între statele creștine și cel otoman au dus la încetinirea creșterii populației, iar  rețeaua de așezări medievale maghiare, locuite de burghezia urbană, a fost distrusă. Compoziția etnică a teritoriului care fusese parte a Regatului medieval al Ungariei a fost modificată în mod fundamental datorită deportărilor, masacrelor și colonizărilor. Numărul etnicilor maghiari de la sfârșitul perioadei dominației otomane a fost redus în mod substanțial.
Cele trei părți ale fostului Regat al Ungariei – Ungaria Hagsburgică, Ungaria Otomană și Transilvania – au înregistrat diferențe minore ale creșterii populației în secolul al XVII-lea. Studii recente estimează că populația celor trei regiuni a crescut de la aproximativ 3,5 milioane de locuitori, la sfârșitul secolului al XVI-lea, la aproape 4 milioane, o sută de ani mai târziu.. Această cifră reprezintă populația regiunii mai înainte de emigrarea în Ungaria a locuitorilor din alte părți ale Imperiului Habsburgic Războaiele otomano-habsburgice din secolul al XVII-lea au afectat populația dintr-o zonă relativ restrânsă. Se pare că dislocările de populație din Ungaria nu au afectat în mod serios rata mortalității în rândurile populației civile.
Spre deosebire de alte zone de conflict, în Ungaria Otomană nu au fost înregistrate, însă, tulburările sociale și ruperea legăturilor economice, asociate în general cu perioadele îndelungate de război din secolul al XVII-lea.. Cele mai grave distrugeri au avut  loc în perioada anilor 1604 – 1606 când, pe fondul luptelor otomano-habsburgice, s-au suprapus efectele războiului pornit de Ștefan Bocskai 
La sfârșitul secolului al XVI-lea, populația Ungariei era de 900.000 de locuitori în zona controlată de otomani, 1.800.000 de locuitori în zona controlată de habsburgi și aproximativ 800.000 în Transilvania, adică un total de 3.500.000 de locuitori.
Creșterea populației Ungariei Otomane în secolul al XVII-lea a fost de 100.000 de locuitori, de al 900.000 la 1.000.000 de locuitori.